# Impatiens cochinica
Impatiens cochinica är en balsaminväxtart som beskrevs av Joseph Dalton Hooker. Impatiens cochinica ingår i släktet balsaminer, och familjen balsaminväxter. Inga underarter finns listade i Catalogue of Life.